# Yaël Mollink
Yaël Mollink (Zwolle, 28 juni 2003) is een voetbalspeelster uit Nederland. Ze speelt als verdediger voor het Duitse VfR Warbeyen.

## Clubcarrière
Mollink begon met voetballen bij de lokale voetbalclub CSV '28 in Stadshagen, Zwolle. Al op jonge leeftijd maakt ze deel uit van de jeugdopleiding van PEC Zwolle. Tot een debuut voor de club uit haar geboortestad leidde het niet.
Op 10 juni 2022 werd bekend dat Mollink de overstap maakte naar VV Alkmaar. Mollink maakte haar debuut voor de club uit Alkmaar op 27 januari 2022 in een met 2-1 gewonnen uitwedstrijd tegen Excelsior Rotterdam.
In 2023 nam AZ de licentie over van VV Alkmaar en ging Mollink ook over naar AZ. Ze tekende een contract tot medio 2024 bij AZ. Voor AZ maakt Mollink haar debuut op 8 september 2023 in een met 1-1 gelijkgespeelde thuiswedstrijd tegen Excelsior Rotterdam.
Nadat haar contract afliep, maakte AZ bekend dat Mollink zou vertrekken bij de club uit Alkmaar. Op 28 juni 2024 vond ze in competitiegenoot Excelsior haar nieuwe werkgever. Na een seizoen maakte Excelsior op 23 mei 2025 bekend dat Mollink een van de tien speelsters was die de club na het seizoen 2024/25 ging verlaten. Ze vond in het naar de tweede Bundesliga gepromoveerde VfR Warbeyen uit Duitsland haar nieuwe werkgever.

## Statistieken
| Seizoen | Club         | Land      | Competitie         | Wedstrijden | Doelpunten |
| ------- | ------------ | --------- | ------------------ | ----------- | ---------- |
| 2021/22 | PEC Zwolle   | Nederland | Vrouwen Eredivisie | 0           | 0          |
| 2022/23 | VV Alkmaar   | Nederland | Vrouwen Eredivisie | 9           | 0          |
| 2023/24 | AZ           | Nederland | Vrouwen Eredivisie | 11          | 0          |
| 2024/25 | Excelsior    | Nederland | Vrouwen Eredivisie | 20          | 0          |
| 2025/26 | VfR Warbeyen | Duitsland | Tweede Bundesliga  | 0           | 0          |
| Totaal  | Totaal       | Totaal    | Totaal             | 40          | 0          |

Laatste update: 17 juli 2025